# Tilloy-lez-Cambrai
 Tilloy-lez-Cambrai es una comuna francesa situada en el departamento de Nord, en la región de Hauts-de-France.

## Demografía
| 383 | 402 | 446 | 552 | 583 | 670 | 610 |
| Para los censos de 1962 a 1999 la población legal corresponde a la población sin duplicidades (Fuente: INSEE [Consultar]) |     |     |     |     |     |     |